# Человек на чердаке
«Человек на чердаке» (англ. The Man In The Attic) — драма режиссёра Грэма Кэмпбелла, основанная на реальных событиях.
В 1996 году фильм номинировался на премию «Джемини» в трёх категориях.

## Сюжет
Действие фильма происходит в США. В семье богатого фабриканта случается горе, умирает его единственный сын. Мать (жена богатого фабриканта Криста), на фоне этого события вступает в любовную связь с другом покойного сына. Муж (который намного старше Кристы) начинает подозревать жену в измене и нанимает частного детектива. Для того, чтобы отвадить детектива и в то же время продолжать любовную связь, Криста селит своего юного друга на чердаке и представляет как уборщика. Молодой парень днём выполняет работу по дому, а по ночам ублажает хозяйку.
Через какое-то время семья переезжает в Калифорнию, а молодой уборщик их сопровождает. Но всё заканчивается, когда Криста заводит нового любовника. Психика «человека на чердаке», проведшего уже годы в таком противоестественном состоянии, начинает ломаться, и в руке у него появляется револьвер.

## В ролях
- Энн Арчер — Криста Хэлдман / Krista Heldmann
- Лен Кариу — Джозеф Хэлдман / Joseph Heldmann
- Нил Патрик Харрис — Эдвард Бродер / Edward Broder
- Алекс Картер — Гэрри / Gary
- Дебора Дрэйкфорд — Эми / Amy
- Рик Робертс — репортер / reporter
- Марта Кронин — Мэри / Mary
- Наханни Джонстоун — Лесли / Leslie
- Тоби Проктор — Карл / Karl
- Джудит Орбан — Миссис Мейер / Mrs. Meyer

## Интересные факты
Сюжет фильма основан на реальных событиях, происходивших в Лос-Анджелесе с 1910 по 1930 годы.